# برنامج الفضاء السوفيتي

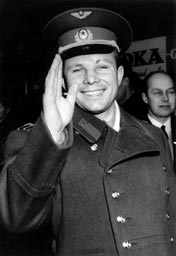
الطيار ورائد الفضاء السوفيتي يوري جاجارين، أول إنسان في الفضاء وأول من يدور في مدار حول الأرض.

برنامج فضاء اتحاد الجمهوريات الاشتراكية السوفيتية، والمعروف ببرنامج الفضاء السوفييتي، هو برنامج الفضاء الوطني لاتحاد الجمهوريات الاشتراكية السوفيتية، والذي فُعّل منذ ثلاثينيات القرن العشرين وحتى تفكك الاتحاد السوفييتي في عام 1991.
ارتكز برنامج فضاء الاتحاد السوفيتي أساسًا على اكتشاف الفضاء الذي قام به رواد الفضاء السوفييت وعلى تطوير مركبات الإطلاق المستهلكة، والتي انقسمت ما بين العديد من مكاتب التصميم المتنافسة مع بعضها البعض. كان برنامج الفضاء السوفييتي خلال 60 عامًا من تاريخه مسؤولًا عن عدد من المآثر والإنجازات الرائدة في رحلات الفضاء البشرية، بما في ذلك الصاروخ البالستي العابر للقارات (آر – 7)، والقمر الصناعي الأول (سبوتنك 1)، وإرسال أول حيوان في مدار الأرض (الكلبة لايكا على متن سبوتنك 2)، وإرسال أول إنسان إلى الفضاء وفي مدار حول الأرض ( رائد الفضاء يوري جاجارين على متن فوستوك 1)، وإرسال أول امرأة إلى الفضاء وفي مدار حول الأرض ( رائدة الفضاء فالنتينا تريشكوفا على متن فوستوك 6)، وأول عملية سير في الفضاء (أليكسي ليونوف على متن فوسخود 2)، وأول ارتطام بسطح القمر (المركبة لونا 2)، وأوّل صورة للجانب البعيد من القمر (المركبة لونا 3)، والهبوط بسلام على سطح القمر بواسطة مركبة غير مأهولة (المركبة لونا 9)، وإرسال روفر الفضاء الأول (لونوخود 1)، استخراج أوّل عينة من تربة القمر بشكل آلي وإرسالها إلى الأرض (المركبة لونا 16)، وبناء محطة الفضاء الأولى (ساليوت 1). بالإضافة إلى ذلك، تضمنت بعض الإنجازات المسجلة إرسال المسابر الأولى إلى الوسط بين الكوكبي: فينيرا 1 ومارس 1 للتحليق بالقرب من الزهرة والمريخ على التوالي، فينيرا 3 ومارس 2 التي تصادمت مع سطح كوكبي الزهرة والمريخ على التوالي، فينيرا7 ومارس3 والتي هبطت بسلام على هذين الكوكبين.
أُنجز برنامج الفضاء والصواريخ في الاتحاد السوفييتي الذي دُعم في البداية بمساعدة من العلماء الأسرى من برنامج الصواريخ الألماني المتطور، بواسطة المهندسين والعلماء السوفييت بشكل أساسي بعد عام 1955، واستُند في ذلك على بعض من التطويرات النظرية الفريدة للإمبراطورية الروسية والسوفييتية والتي أُخذ العديد منها من عالم الفيزياء الروسي قسطنطين تسيولكوفسكي الذي يُعرف أحيانًا بوالد الهندسة الفضائية النظرية. كان سيرجي كوروليوف رئيس مجموعة التصميم الأساسية، وكان لقبه الرسمي ‹‹كبير المصممين››، (هو اللقب المعياري لوظائف مشابهة في الاتحاد السوفييتي). على عكس منافسها الأمريكي في سباق الفضاء والذي كانت وكالة التنسيق الوحيدة الخاصة به هي ناسا، كان برنامج الفضاء السوفييتي مقسمًا بين العديد من مكاتب التصميم المتنافسة والتي يديرها كل من سيرجي كوروليوف، وميخائيل يانجل، وفالونتين غلوشكو، وفلاديمير تشيلومي، وفيكتور مكاييف، وميكايل ريشيتنيف.
وبسبب الوضع السري للبرنامج، وبسبب تأثير البروباغندا، أُجّل الإعلان عن نتائج المهمات حتى ضمان النجاح، وأُبقيت الإخفاقات سرية أحيانًا. في النهاية، وكنتيجة لسياسة الغلاسنوست (سياسة الدعاية القصوى والانفتاح والشفافية في أنشطه جميع المؤسسات الحكومية في الاتحاد السوفيتي سابقا بالإضافة إلى حرية الحصول على المعلومات) التي اتبعها ميخائيل غورباتشوف في ثمانينيات القرن العشرين، رُفعت السرية عن الكثير من الحقائق التي تخص برنامج الفضاء. وشملت الإخفاقات الجديرة بالذكر ما يلي: وفاة كوروليوف وفلاديمير كوماروف (في تحطم سويوز 1)، ووفاة يوري جاجارين (في مهمة روتينية لطائرة مقاتلة)، ووفاة طاقم سويوز 11 بين عامي 1966 و 1971، والفشل في تطوير الصاروخ الضخم إن-1 (1968-1973) والذي كان مُعدًا لإطلاق مهمة مأهولة للهبوط على سطح القمر، والذي انفجر بعد وقت قصير من إطلاقه خلال أربعة اختبارات غير مأهولة.
استلمت (ورثت) روسيا وأوكرانيا البرنامج الفضائي بعد انهيار الاتحاد السوفييتي. أنشأت روسيا وكالة الطيران والفضاء الروسية، المعروفة الآن باسم وكالة الفضاء الاتحادية الروسية (روسكوزموس)، بينما أنشأت أوكرانيا وكالة الفضاء الوطنية الأوكرانية (إن إس إيه يو).

## الأصول

### جهود ما قبل الحرب

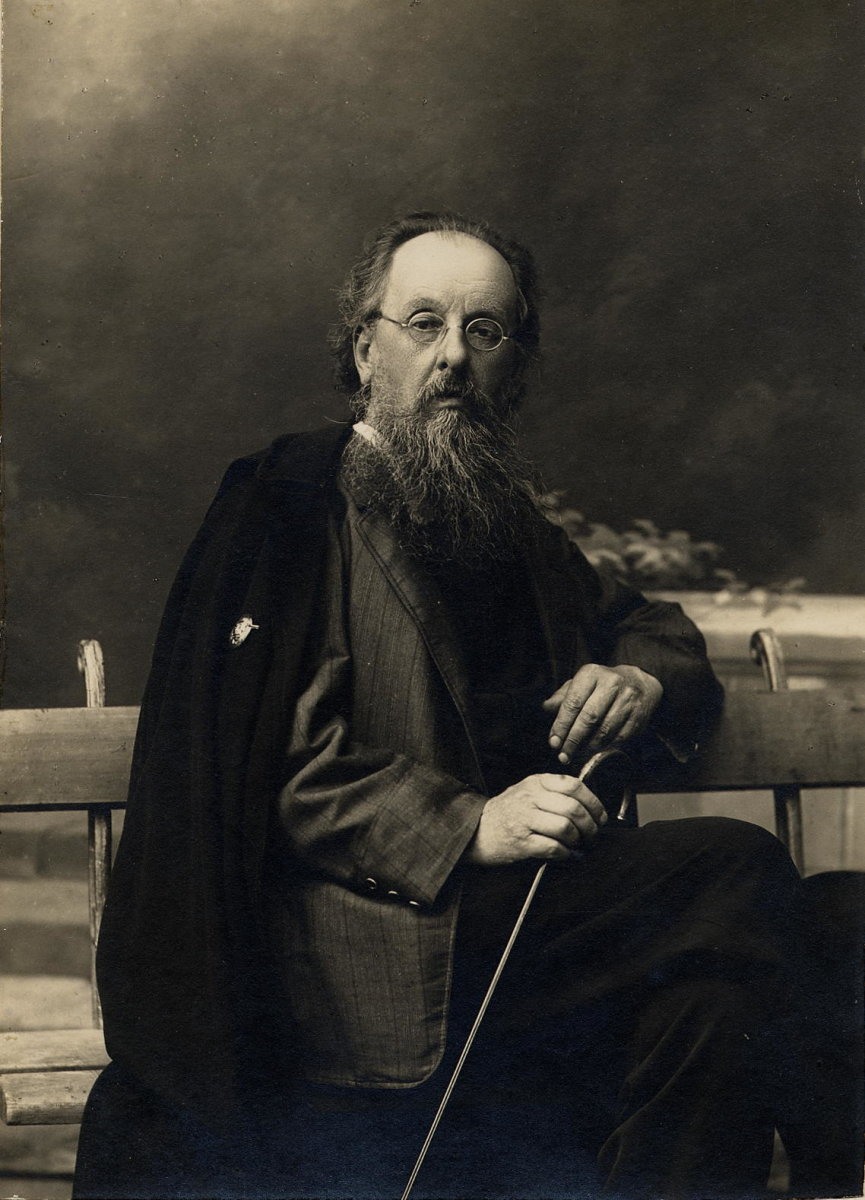
قسطنطين تسيولكوفسكي

كان لنظرية استكشاف الفضاء أساس متين في الإمبراطورية الروسية قبل الحرب العالمية الأولى في كتابات قسطنطين تسيولكوفسكي (1857- 1935)، والذي نشر أبحاثًا رائدة في نهايات القرن التاسع عشر وبدايات القرن العشرين، وطرح في عام 1929 مبدأ صاروخ متعدد المراحل. بُنيت الجوانب العملية على التجارب المبكرة التي قام بها أعضاء مجموعة دراسة الدفع التفاعلي (غيرد)، تأسست هذه المجموعة في عشرينيات وثلاثينيات القرن العشرين، وقد شارك فيها الرّواد من العلماء مثل سيرجي كوروليوف الذي كان يحلم بالسفر إلى المريخ، والمهندس الروسي الألماني فريدريك تساندر. أطلقت غيرد في 18 أغسطس من عام 1933 أوّل صاروخ سوفييتي يعمل بالوقود السائل غيرد-09، وأطلقت في 25 نوفمبر من عام 1933 أوّل صاروخ يعمل بالوقود الهجين غايرد إكس (يستخدم الوقود الصاروخي في حالتين، الأولى وقود صلب، والثانية وقود سائل أو غازي). وحدث تقدم آخر في مجال الدفع التفاعلي بين عامي 1940 و 1941: وهو تطوير وإنتاج سلسلة من قاذفة الصواريخ المتعددة كاتيوشا.

### الألمان
كانت تقنية الصواريخ السوفييتية المستخدمة في ثلاثينيات القرن العشرين مشابهة للتقنية التي يستخدمها الألمان. ولكن التطهير الكبير الذي مارسه جوزيف ستالين أعاق تقدمها بدرجة ملحوظة. فقد قُتل العديد من أفضل المهندسين، وسجن كوروليوف وآخرون في معتقل غولاغ. وعلى الرغم من أن الكاتيوشا كانت شديدة الفعالية على الجبهة الشرقية خلال الحرب العالمية الثانية، إلّا أنّ تقدم البرنامج الصاروخي الألماني فاجأ المهندسين السوفييت الذين تفحصوا بقاياه في مصنع ميتلفيرك وفي بلدة بينيمونده  بعد نهاية الحرب في أوروبا. نقل الأمريكيون معظم العلماء الألمان البارزين في السر بالإضافة لمئة صاروخ فاو 2 إلى الولايات المتحدة الأمريكية في عملية مشبك الورق، بالإضافة إلى استفادة البرنامج السوفييتي الملحوظة من أدوات التصنيع الألمانية التي استولي عليها من مواقع إنتاج صواريخ فاو 2 في مصنع ميتلفيرك في ألمانيا الشرقية. بدأ السوفييت منذ يوليو عام 1945 بتجنيد العمال والعلماء الألمان في معهد نوردهاوزن في بلايشاروده لإعادة بناء رسومات التصميم المفقودة والبيانات الهندسية ولإحياء تصنيع وتجميع مكونات الصاروخ فاو2 في ألمانيا. أعدّ هذه العملية دميتري أوستينوف، وفالونتين غلوشكو، وسيرجي كوروليوف، وبوريس تشيرتوك. عُيّن هيملت غروتريب الخبير البارز في أنظمة التحكم من بينيمونده مديرًا عامًا لمعهد نوردهاوزن والذي أُطلق عليه أيضًا تسنترال فيركه، والذي ازداد عدد العاملين فيه إلى أكثر من 5000 حتى أكتوبر عام 1946.
نقلت عملية أوسافياكيم في 22 أكتوبر في عام 1946 أكثر من 2200 أخصائي ألماني – أي بمجموع يفوق 6000 شخصًا متضمنًا أفراد أسرهم- من منطقة الاحتلال السوفييتي لألمانيا ما بعد الحرب العالمية الثانية للعمل في الاتحاد السوفييتي. احتُجز 160 أخصائيًا من معهد نوردهاوزن وعلى رأسهم المدير العام هيملت غروتريب في جزيرة غوردومليا حتى عام 1953. وكانت مهمتهم الأولى هي دعم السوفييت في بناء نسخة مطابقة للأصل من صاروخ فاو2 الذي دُعي أر-1 وقد أُطلق بنجاح في أكتوبر من عام 1948. طلب السوفييت في النهاية المبادئ (الأساسيات) لمعززات إطلاق أكثر قوة قادرة على دفع حمولات أثقل وفي نطاق أوسع، على سبيل المثال الرؤوس النووية والمسافات واسعة النطاق. ولهذا السبب أمضت المجموعة الألمانية الوقت بين عامي 1947 و 1950 في اقتراح الأساسيات لصواريخ جي1 وجي2 وجي4 التي تحمل العديد من التحسينات في التصميم على حالة فاو2 .

## مواضيع متعلقة
- سبوتنك-1
- سبوتنك-2
- يوري جاجارين
- لايكا